# 奧地利的伊莉莎白·阿瑪莉埃
伊莉莎白·阿瑪莉埃（德語：Elisabeth Amalie，1878年7月7日—1960年3月13日）是列支敦士登王妃和奥匈帝国女大公。她的丈夫是列支敦士登的阿洛伊斯王子。
她是奧匈帝國皇帝法蘭茲·約瑟夫一世之弟卡爾·路德維希的幼女。1903年，她在和阿洛伊斯在维也纳结婚。夫妇育有八名孩子，其中包括未来的列支敦士登亲王法蘭茲·約瑟夫二世。